# Ophiomyia shibatsuji
Ophiomyia shibatsuji är en tvåvingeart som beskrevs av Kato 1961. Ophiomyia shibatsuji ingår i släktet Ophiomyia och familjen minerarflugor. Inga underarter finns listade i Catalogue of Life.